# Тулеутаев, Мухтар Есенжанович
Мухтар Есенжанович Тулеутаев (каз. Мұхтар Есенжанұлы Төлеутаев; род. 31 января 1958 года, Аксуат, Аксуатский район, Семипалатинская область, Казахская ССР) — казахстанский врач. Герой Труда Казахстана (2021).

## Биография
1983—1984 гг. — врач-интерн-хирург 1-й городской больницы города Семипалатинска.
1984—1985 гг. — врач-хирург Абайской центральной районной больницы.
1985—1989 гг. — врач акушер-гинеколог Аксуатской центральной районной больницы.
1989—1991 гг. — заместитель главного врача по лечебной работе Абайской центральной районной больницы.
1991—1992 гг. — заместитель главного врача по лечебной работе Областной детской клинической больницы (ОДКБ), город Семипалатинск.
1992—1997 гг. — главный врач, директор Областной детской клинической больницы.
1997—1998 гг. — начальник департамента здравоохранения города Семипалатинска.
1999—2009 гг. — директор медицинского центра РГКП «Семипалатинская государственная медицинская академия», проректор по клинике СГМУ.
2009—2010 гг. — заместитель директора департамента стратегии и развития здравоохранения Министерства здравоохранения Республики Казахстан.
2010—2019 гг. — главный врач ГКП ПХВ «Онкологический диспансер» в городе Астане.
С марта 2016 года до января 2021 года — депутат VI созыва маслихата города Астаны (в 2019—2022 годах — город Нур-Султан).
С 2019 года — директор ГКП на ПХВ «Многопрофильный медицинский центр» акимата города Астаны.

## Награды и звания
- Звания «Қазақстанның Еңбек Ері» с вручением знака особого отличия Золотой звезды и ордена «Отан» (указ президента Казахстана от 2 декабря 2021 года)
- Орден «Құрмет» (указ президента Казахстана от 5 декабря 2016 года)
- Нагрудный знак Министерства здравоохранения Республики Казахстан «Отличник здравоохранения Республики Казахстан»
- Нагрудный знак Министерства здравоохранения Республики Казахстан «За вклад в развитие здравоохранения Республики Казахстан»
- Медаль «10 лет Конституции Республики Казахстан» (2005)
- Медаль «20 лет независимости Республики Казахстан» (2011)